# Siphona brunnea
Siphona brunnea là một loài ruồi trong họ Tachinidae.